# Marie Kraft
Marie Kraft (* 11. Dezember 1886 in Hedderhagen; † 14. November 1972 in Detmold) war eine deutsche Politikerin (SPD).
Kraft besuchte die Volksschule und arbeitete bis 1911 als Dienstmädchen. Kraft, die evangelischer Konfession war, heiratete 1911 und war danach Hausfrau in Detmold. Bei der Landtagswahl in Lippe 1921 wurde sie in den Landtag Lippe gewählt. Bei der Landtagswahl in Lippe 1925 erhielt sie erneut ein Mandat und schied 1929 aus dem Landtag aus. Sie war eine von nur fünf Frauen, die dem lippischen Landtag in der Weimarer Republik angehörten.